# اسلنطة
اسلنطة هي بلدة تقع في الجبل الأخضر جنوب مدينة البيضاء بحوالي 27 كم، وتتبع إداريا محافظة الجبل الأخضر.

## تاريخ
عرفت حضارة اسلنطة في وقت من الأوقات باسم «لاساميكس»، ويعتقد أن اسلنطة تأسست من قبل البسيليين، وترجع أهمية اسلنطة كونها تحتوي على مجموعة من الآثار القديمة للفنانين الليبيين الأصليين القدماء من بقايا آثار وتماثيل نحتت في الصخر، وذلك وسط منطقة الجبل الأخضر التي تنتشر بها الآثار الإغريقية والرومانية، وقد ذكر الكهف أو المعبد الرحالة اليوناني هيرودوت ’ إضافة لذكره كون الأضحيات والقرابين كانت تقدم للقمر والشمس.

## معبد اسلنطة
يوجد باسلنطة المعبد الصخري أو معبد اسلنطة أو كهف اسلنطة، هذا المعبد الذي يعد تحليله بشكل متكامل غامضا للعديد من الباحثين والأثريين حول طبيعة الأحداث التي جرت به بشكل دقيق ويؤرخ إنشاؤه إلى القرن الثاني قبل الميلاد.
وتعود بداية الاستكشافات الأثرية للمنطقة إلى العام 1886 حيث اكتشف الرحالة الألماني هايمان كهف اسلنطة التاريخي الذي يحوي نقوشا ومنحوتات على الجدران تمثل مشاهد جنائزية وتماثيل حجرية تمثل نواحا وصراخا، بينها أفاعي برؤوس بشرية ورؤوس لحيوانات مختلفة دون آذان ورؤوس دون أجساد. فيما يعتقد أن الأمر يرتبط بقبيلة «البسليين» القديمة التي أبيدت نتيجة حروبها مع قبيلة «الناسومين» القديمة، والأخيرة اشتهر أفرادها «بمناعتهم من لدغ الأفاعي»، في حين تعتقد دراسات أخرى أن الأمر له علاقة بتقديم القرابين البشرية. إلا أن أول حفريات أثرية بالمنطقة جرت بين الأعوام 1912-1920 استهدفت معبد اسلنطة التي كشفت عن نوع من فن ليبي قديم لفترة ما قبل التاريخ.